# Franz Xaver von Auffenberg
Franz Xaver, Barão de Auffenberg (1744 - 23 de Dezembro de 1815) foi um militar austro-húngaro. Serviu nas Guerras da Primeira Coligação, tendo comandado várias unidades austríacas nas batalhas de Maienfeld (1799), Chur (1799) e Wertingen (1805). Nesta última batalha, Auffenberg foi derrotado pela cavalaria de Murat e de Lannes, o que lhe valeu a demissão por desonra em 1807. Recebeu o título de Inhaber (título honorífico no exército húngaro) do Regimento de Infantaria n.º 37 (1803-1807).